# Campagne (rollenspel)
Een campagne is in de wereld van computerrollenspellen een verhaal met een of meerdere opdrachten waarin de personages van de spelers centraal staan.

## Eigenschappen
Een campagne wordt gekenmerkt door de volgende eigenschappen:
- Regels
- Omgeving
- Realisme
- Humor
- Verhaal

Zo kan de campagne in een bepaalde omgeving plaatsvinden, met afwijkende regels die zijn ingesteld door de gamemaster. Er kunnen ook elementen van realisme en humor aanwezig zijn, en er is meestal een doorlopende verhaallijn aanwezig, vooral als er een doorlopende verhaallijn is tussen de verschillende avonturen van de campagne.

## Typen campagnes
Er zijn verschillende soorten campagnes te vinden in rollenspellen, zoals:
- Het verslaan van groepen monsters en het vinden van een schatkist
- Een campagne met militaire en strategische acties
- Het stoppen van een meesterschurk
- Een detective, zoals het vinden van aanwijzingen, terwijl het verhaal steeds meer details toont
- Verschillende varianten, met een combinatie van bovenstaande